# دولت أباد (نظر أباد)
دولت أباد هي قرية في مقاطعة نظر أباد، إيران. يقدر عدد سكانها بـ 555 نسمة بحسب إحصاء 2016.